# Rutigliano
Rutigliano (in der Antike Azetium, altgriechisch Ἀζητῖνοι Azetinoi) ist eine süditalienische Gemeinde (comune) in Apulien.

## Geografie
Die Gemeinde in der Metropolitanstadt Bari hat 18.215 Einwohner (Stand 31. Dezember 2024).
Der Ort liegt etwa 20 Kilometer südöstlich von Bari in der Kalkhochebene Murgia.

## Geschichte
Die Gegend war in der vorrömischen Zeit durch die Peuketier besiedelt. Das Gebiet war durch seine Tonminerale und durch den hohen Kalkanteil fruchtbar. Ob der Name des Ortes von dem altrömischen Familiennamen Rutilia stammt oder ob die rote Tonerde Namensgeber war, ist nicht geklärt. Im August 1024 wird der Ort in den Urkunden Papst Nikolaus II. erwähnt. Später fällt die Stadt unter normannische Herrschaft. Noch heute zeugt der Torre normanna ‚normannische Turm‘ davon.

## Verkehr
Früher führte die Strada statale 634 durch den Ort. Mittlerweile ist sie zu einer Provinzstraße (Strada provinciale 240) herabgestuft.
Rutigliano hat einen Bahnhof an der Bahnstrecke Bari–Martina Franca–Taranto.

## Persönlichkeiten
- Giuseppe Di Donna (1901–1952), Bischof von Andria
- Oronzo Vito Gasparo (1903–1969), italienisch-amerikanischer Künstler
- Junior Jack (eigtl. Vito Lucente; * 1971), DJ und Musikproduzent